# Atelopus eusebiodiazi
Atelopus eusebiodiazi é uma espécie de sapo da família Bufonidae. Ele é endêmico no Peru. Seu habitat natural são as florestas úmidas de montanha, em áreas tropicais e subtropicais, e rios. Está ameaçado pela perda do seu habitat.